# 고무 탄성
고무 탄성(Rubber elasticity)은 폴리머(중합체)의 역학적 성질에 관한 것으로, 주로 가교결합과 관련이 있다.

## 열역학
온도는 탄성중합체(elastomer)에 특이한 방식으로 영향을 미친다. 탄성중합체가 늘어난 상태라고 가정했을때, 가열은 고무를 수축하게 하고 냉각은 고무를 팽창하게 만들기 때문이다. 이는 일반적인 고무 밴드에서도 관찰할 수 있다. 고무를 늘리면 열을 방출하고 (이는 입술을 고무에 갖다 대면 이 현상을 확인할 수 있다.) 고무를 원래대로 수축시키면 열을 흡수해서 주위 온도를 떨어뜨린다. 이러한 현상은 수식적으로는 기브스 자유 에너지를 통해 설명이 가능하다. 기본식은 다음과 같다. ΔG=ΔH−TΔS. 이 때 G는 자유 에너지이고, H는 엔탈피이며, S는 엔트로피이다. 기본식을 정리하면 TΔS=ΔH−ΔG을 얻을 수 있다. 고무가 팽창된 상태에서 원래대로 수축하는 것은 외부에서 해주는 일을 필요로 하지 않기 때문에 S가 음수이고, T는 절대 온도로 0이하가 될 수 없기 때문에 TΔS도 음수이다. 또한, 고무의 상태도 변하지 않기 때문에 엔탈피인 ΔH는 0이다. 결국 TΔS=ΔH−ΔG식은 고무에 외부 힘이 가해져 늘어나면 늘어나지 않았을 때보다 폴리머들이 더 꼬여 있다는 것을 알려준다. 외부 힘이 제거되었을 때 고무가 원래 상태대로 수축되는 것은 자연스러운 현상이고 이에 따라 ΔG는 음수이다.
고무 폴리머들은 단원자 이상 기체와 비슷한 면이 있다. 이 때, 몇 가지 가정에 의하면 고무 폴리머는 늘어날 때 에너지를 저장하지 않는다. 즉, 고무에 가해진 모든 외부 일(고무의 팽창)은 열 에너지의 형태로 방출이 된다. 반대로 고무가 외부에 일을 할 때(고무의 수축)에는 고무가 열 에너지를 흡수한다. 고무 폴리머의 다른 한 가지 특이한 점은 고무가 할 수 있는 일의 양은 전적으로 고무에 저장된 에너지가 아닌 엔트로피의 변화에 의해 결정되고, 엔트로피 변화에 필요한 에너지는 외부의 열에서 온다.

## 이론적 모델
고무 탄성 이론에서 고무 폴리머 체인은 흔히 "엔트로피 스프링(entropy spring)"이라고 불린다. 체인이 외부의 힘에 의해 팽창하면 고무 폴리머들의 배치가 크게 제한되고, 엔트로피는 감소한다. 자연에서 어떤 물질의 상태는 엔트로피는 낮은 상태에서 높은 상태로 변하려는 경향성을 지니고 있기 때문에 고무에서 복원력이 생겨 원래 상태로 돌아간다. 과학자들은 고무 폴리머들의 엔트로피를 수학적으로 계산하기 위한 모델들을 만들었다. 대표적으로는 자유 연결 체인 모델(Freely-jointed Chain Model)과 지렁이 체인 모델(Worm-like Chain Model)이 있다.

### 자유 연결 체인 모델
이 모델의 기본적인 가정은 폴리머들의 한 쪽 끝은 고정이 되어 있고 반대쪽 끝은 자유롭다는 것이다.
이 때, {\displaystyle b\,}는 하나의 폴리머 체인을 구성하는 하나의 분자 단위의 길이, {\displaystyle n\,}은 길이 {\displaystyle b\,}인 분자 단위들의 개수, {\displaystyle r\,}은 하나의 폴리머 체인의 고정된 끝과 자유로운 끝 간의 직선 거리, {\displaystyle L_{c}\,}은 고정된 끝과 자유로운 끝 사이에 있는 분자 단위들의 길이의 합, 즉 {\displaystyle nb\,}이다. 상온에서 폴리머 체인은 진동하여 {\displaystyle r\,}은 시간에 따라 변화한다. 위의 조건에서 하나의 폴리머 체인의 두 끝이 거리 {\displaystyle r\,}만큼 떨어져 있을 확률은 정규분포를 이용하여 다음과 같이 구할 수 있다.
{\displaystyle P(r,n)dr=4\pi r^{2}\left({\frac {2nb^{2}\pi }{3}}\right)^{-{\frac {3}{2}}}\exp \left({\frac {-3r^{2}}{2nb^{2}}}\right)dr\,}
이상적으로 고무 폴리머 체인의 움직임은 엔트로피에 의해서만 결정된다. 다음에 나올 기본 식들과 헬름홀츠 자유 에너지식을 활용하면 고무의 원상태로 돌아가려는 복원력을 수식적으로 구할 수 있다. 결과적으로 얻을 수 있는 식은 스프링과 유사하게 장력은 늘어난 길이에 비례한다는 점을 나타낸다.
{\displaystyle {\begin{aligned}S&=k_{B}\ln \Omega \,\approx k_{B}\ln(P(r,n)dr)\\A&\approx -TS=-k_{B}T{\frac {3r^{2}}{2L_{c}b}}\\F&\approx {\frac {-dA}{dr}}={\frac {3k_{B}T}{L_{c}b}}r\end{aligned}}}
이 때, 고무 탄성 계수인 {\displaystyle {\frac {3k_{B}T}{L_{c}b}}}는 온도에 비례한다. 즉, 온도가 증가하면 탄성 계수도 높아지고, 고무가 원래 상태로 돌아가게 하는 복원력도 증가한다.

### 지렁이 체인 모델
지렁이 체인 모델은 폴리머를 변형시키는 데에 필요한 에너지를 고려한다. 지렁이 체인 모델에 따른 복원력은 다음과 같다.
{\displaystyle F\approx {\frac {k_{B}T}{L_{p}}}\left({\frac {1}{4\left(1-{\frac {r}{L_{c}}}\right)^{2}}}-{\frac {1}{4}}+{\frac {r}{L_{c}}}\right)\,}

## 같이 보기
- 탄성
- 열역학